# 1932 en rugby à XV
Chronologie du rugby à XV
1931 en rugby à XV - 1932 en rugby à XV - 1933 en rugby à XV
Les faits marquants de l'année 1932 en rugby à XV

## Événements

### Janvier
- Les Springboks font une tournée en Grande-Bretagne et en Irlande en 1931-1932. Ils battent le pays de Galles 8-3 à Swansea, ils l'emportent 8-3 contre l’Irlande. Ils gagnent ensuite le 2 janvier contre l'Angleterre par 7-0, puis contre l'Écosse par 6-3 avec deux essais de Danie Craven et du capitaine Bennie Osler. C'est un grand chelem pour les Springboks.

| No | Date            | Lieu               | Match                       | Score | Compétition |
| -- | --------------- | ------------------ | --------------------------- | ----- | ----------- |
| 3  | 2 janvier 1932  | Londres Angleterre | Angleterre – Afrique du Sud | 0 – 7 | test match  |
| 4  | 16 janvier 1932 | Édimbourg Écosse   | Écosse – Afrique du Sud     | 3 – 6 | test match  |

### Mars
- L'Angleterre, l'Irlande et le pays de Galles ont terminé premières du Tournoi britannique de rugby à XV 1934 en remportant deux victoires chacune et en concédant une défaite.
  - Article détaillé : Tournoi britannique de rugby à XV 1932.

### Avril
| No | Date          | Lieu                | Match              | Score  | Compétition |
| -- | ------------- | ------------------- | ------------------ | ------ | ----------- |
| 7  | 17 avril 1932 | Francfort Allemagne | Allemagne – France | 4 – 26 | Test        |

### Mai
- 5 mai 1932 : le championnat de France de rugby à XV de première division 1931-1932  est remporté par le Lyon OU qui a battu le RC Narbonne en finale.
- Le Stade Toulousain remporte le tournoi des 12, la compétition des meilleurs clubs français dissidents de la FFR.
  - Article détaillé : Championnat de France de rugby à XV 1931-1932.

### Récapitulatifs des principaux vainqueurs de compétitions 1931-1932
- Le Lyon OU est champion de France en s'imposant 9-3 face au RC Narbonne.
- Le Gloucestershire est champion des comtés anglais.
- Les Border et la Western Province sont champions d'Afrique du Sud des provinces (Currie Cup).
- Canterbury remporte le Ranfurly Shield, trophée sanctionnant une compétition de rugby à XV ouverte aux équipes de provinces néo-zélandaises.

### Juillet
| No | Date            | Lieu               | Match                        | Score   | Compétition   |
| -- | --------------- | ------------------ | ---------------------------- | ------- | ------------- |
| 19 | 2 juillet 1932  | Sydney Australie   | Australie – Nouvelle-Zélande | 22 – 17 | Bledisloe Cup |
| 20 | 16 juillet 1932 | Brisbane Australie | Australie – Nouvelle-Zélande | 3 – 21  | Bledisloe Cup |
| 21 | 23 juillet 1932 | Sydney Australie   | Australie – Nouvelle-Zélande | 13 – 21 | Bledisloe Cup |

## Naissances
- fondation du Benetton Rugby Trévise

## Principaux décès
- 24 mars : décès de Frantz Reichel, joueur de rugby à XV (au Racing club de France et au SCUF, fondateur de la fédération en 1905.